# Barton Lynch
Barton Lynch (9 de agosto de 1963) é um ex-surfista australiano conhecido por suas habilidades e estilo competitivo. Em 1988, foi coroado campeão do ASP World Tour e t
ambém ganhou o Rip Curl Pro de 1991. Em 1998e foi incluído no Hall da Fama do Surf Australiano, e em 2000, foi eleito no Hall da Fama do Esporte Australiano.

## Vida e carreira
Lynch nasceu em Manly, Nova Gales do Sul, em 9 de Agosto de 1963, e foi criado no subúrbio de Sydney, Whale Beach. Filho de um policial, ele começou a surfar aos 8 anos de idade. Barton rapidamente dominou os poderosos e difíceis bancos de areia, que provaram ser um campo de treinamento para o cenário mundial; as mesmas ondas nutriram os talentos de Stuart Entwistle, Layne Beachley e Pam Burridge.
Lynch emergiu do rompimento na praia de Manly, com um estilo flexível e ginástico e uma motivação competitiva imperturbável que o ajudaram a uma carreira júnior bem-sucedida, incluindo vitórias nas classificações Pro Junior, JJJ Junior e ASPA. Ele refinou seu ato competitivo numa rotina fluida de manobras verticais, que lhe trouxeram sucesso imediato no ASP World Tour. Ele passou 13 anos consecutivos no Top 16, ganhando a reputação de brilhante competidor tático, além de porta-voz franco e articulado do esporte. O seu maior momento competitivo ocorreu no Havaí, onde ganhou o título Billabong Pro de 1988 e o ASP World Tour de 1988.
Ao longo da sua carreira profissional de 15 anos, Lynch ficou entre os 4 primeiros por 8 vezes e venceu 17 eventos de turnê mundial (incluindo o Op Pro e o Rip Curl Pro). Em 1993, Lynch venceu as competições altamente competitivas do World Qualifying Series Tour e, em 1995, aos 32 anos venceu o Rio Surf Pro, no Brasil. Lynch permaneceu competitivo até a sua aposentadoria em 1998.

## Pós-navegação
Após se aposentar, Lynch adicionou ondas grandes a surfar em seu repertório. Em 2006, ele uniu-se ao seu antigo rival Tom Carroll para rebocar um swell historicamente massivo que atingiu Sydney. Barton criou o Surfers Group (uma empresa de consultoria multifacetada) e foi escolhido para treinar a Team Australia para os Jogos de Surf ISA. Ao explicar sua experiência antes de treinar os Jogos, Lynch disse: "Adoro treinar jovens australianos e tentar injetar a paixão que tenho para manter nossa posição como a principal nação do surf". Atualmente, Lynch trabalha como analista na equipe de comentários da cobertura do World Surf League Championship Tour.

## Vida pessoal
Atualmente, Lynch mora no subúrbio de Avalon, em Sydney, com a sua esposa Holly. Ele também organiza o Blast Off da BL (um evento de surf pré-júnior realizado em Sydney, Palm Beach).